# X-Men '97
X-Men '97 es una serie animada de televisión de origen estadounidense creada por Beau DeMayo para el servicio de streaming Disney+, basada en el equipo de superhéroes de Marvel Comics, los X-Men. Es una secuela de X-Men: La serie animada (1992–1997), que retoma la historia a partir de los acontecimientos con los que finaliza esta serie, poniendo a los mutantes ante nuevos y peligrosos desafíos, luego de la pérdida de su mentor, Charles Xavier. X-Men '97 es una producción de Marvel Studios, a través de su sello Marvel Animation, con DeMayo como escritor principal durante las dos primeras temporadas y Jake Castorena como director supervisor.
Varios miembros del elenco regresan de la serie original para repetir sus papeles o dar voz a nuevos personajes, incluidos Cal Dodd, Lenore Zann, George Buza, Catherine Disher, Chris Potter, Alison Sealy-Smith, Adrian Hough, Christopher Britton, Alyson Court, Lawrence Bayne, y Ron Rubin. La reactivación se discutió por primera vez en junio de 2019 y se anunció formalmente en noviembre de 2021; para entonces DeMayo y Castorena ya estaban involucrados. Chase Conley y Emi Yonemura también dirigieron episodios. DeMayo fue despedido como escritor principal después de completar el trabajo en las dos primeras temporadas de la serie en marzo de 2024, antes del estreno de la serie. La serie es el primer proyecto de X-Men de Marvel Studios desde que el estudio recuperó los derechos cinematográficos y televisivos de los personajes. La animación estuvo a cargo de Studio Mir y es una versión modernizada del estilo de la serie original.
X-Men '97 se estrenó el 20 de marzo de 2024, con sus dos primeros episodios y el resto de la primera temporada de diez episodios se lanzó semanalmente hasta el 15 de mayo. Se está produciendo una segunda temporada y desarrollando una tercera.

## Sinopsis
Charles Xavier, gravemente herido, toma la difícil decisión de dejar a los integrantes de la escuela de mutantes que fundó, para poder recuperarse en el espacio exterior, con la ayuda de Lilandra, la reina del imperio Shi’ar.
Desconcertados ante un mundo que sigue sin aceptarlos, y creyendo que Xavier ha muerto, los X-Men intentarán continuar el sueño de Xavier, y se encontrarán ante el dilema de ser liderados por su antiguo enemigo, Magneto, quien habría heredado la conducción de la escuela.

## Personajes y voces

### Principales
- Ray Chase como Scott Summers / Cíclope:[5] Comandante de campo de los X-Men, cuyos ojos pueden emitir poderosos rayos de energía conmovedora. Scott ahora cuestiona su propósito en la vida después de la partida de Xavier. Chase reemplaza al actor de voz original de Scott, Norm Spencer, luego de su muerte en 2020.[6][7]
- Jennifer Hale como:
  - Jean Grey: La esposa de Scott, una mutante telépata y telequinética que lo está ayudando a ascender al liderazgo en ausencia de Xavier. Hale reemplaza a la actriz de voz original de Jean, Catherine Disher, y anteriormente había prestado su voz al personaje en Wolverine and the X-Men y Marvel Anime: X-Men.[7]
  - Madelyne Pryor / Reina Duende: Un clon mutante de Jean creado por Mister Siniestro. Madelyne da a luz al hijo de Cíclope, Nathan, lo que complica aún más su relación con Jean. Hale usó un tono ligeramente diferente al interpretar a Madelyne para separarla de Jean.
- Alison Sealy-Smith como:
  - Ororo Munroe / Tormenta: Una mutante que puede controlar el clima y es la tercera al mando de los X-Men. Desde el final de la serie original, Tormenta ha bajado el tono de su discurso teatral y ahora luce un mohawk. Sealy-Smith retoma su papel de la serie original.[7]
  - Adversario: Un demonio que se alimenta de emociones negativas.
- Cal Dodd como  James "Logan" Howlett / Wolverine / Lobezno: Un mutante impulsivo con un factor de curación regenerativo, sentidos intensificados y un esqueleto revestido de adamantium que le proporciona huesos indestructibles y garras retráctiles. Aunque sigue tan brusco como siempre, Wolverine se ha calmado más gracias al regreso de su mejor amigo Morph. Dodd retoma su papel de la serie original.[7]
- J. P. Karliak como Morfo: Un metamorfo mutante con la capacidad de alterar su apariencia física y voz a voluntad para parecerse a la de cualquier persona que elija. El diseño de Morph ha cambiado de la serie original a una apariencia "pálida, sin pelo y con rasgos inexpresivos" similar a la versión del personaje que se ve en la historia del cómic de la Era de Apocalipsis y el cómic Exiles. Morph también se identifica como no binario,[8] y usa su viejo rostro en público para evitar destacar. Karliak dijo que la serie no usa explícitamente el término "no binario" ni se refiere a Morph usando pronombres neutrales al sexo, ya que no se usaban comúnmente en la década de 1990.[9][10] Karliak reemplaza al actor de voz original de Morph, Ron Rubin.
- Lenore Zann como Anna-Marie / Rogue / Pícara: Una mutante que posee la capacidad incontrolable de absorber los recuerdos, poderes y energía de aquellos a quienes toca. Rogue tiene un pasado con Magneto, que ninguno de los X-Men conoce. Zann retoma su papel de la serie original.[7]
- George Buza como Henry McCoy / Bestia: Un mutante con fuerza y agilidad sobrehumanas y cuyo cuerpo está cubierto de pelaje azul. Buza retoma su papel de la serie original.
- A. J. LoCascio como Remy LeBeau / Gambito: Un mutante francoestadounidense que puede cargar la mayoría de los objetos con energía cinética explosiva. LoCascio reemplaza al actor de voz original de Gambit, Chris Potter.
- Holly Chou como Júbilo Lee / Júbilo: El miembro más joven de los X-Men, que puede crear explosiones similares a fuegos artificiales. Como miembro júnior del equipo, Jubilee se encarga de ser mentora de Sunspot (Mancha Solar). Chou reemplaza a la actriz de voz original de Jubilee, Alyson Court, en favor de una actriz asiática-estadounidense.
- Isaac Robinson-Smith como Lucas Bishop / Bishop: Un mutante de un futuro distópico, que se unió a los X-Men durante el salto temporal. Robinson-Smith reemplaza al actor de voz original de Bishop, Philip Akin.
- Ross Marquand como Charles Xavier / Profesor X: El exlíder de los X-Men que fue llevado al espacio para ser curado por el Imperio Shi'ar luego de un intento de asesinato. Marquand reemplaza al actor de voz original de Xavier, Cedric Smith.[11]
- Matthew Waterson como Erik Lehnsherr / Magneto: Un terrorista e supremacista mutante recién indultado por la ONU, que es el nuevo líder de los X-Men, a quien Xavier le ha otorgado el control del instituto y la misión de Xavier. Waterson reemplaza al actor de voz original de Magneto, David Hemblen, quien murió en 2020.
- Adrián Hough como Kurt Wagner / Nightcrawler / Rondador Nocturno: Un mutante aliado de los X-Men con la capacidad de teletransportarse y miembro del concejo de Genosha. Hough repite su papel de la serie original.

### Secundarios
- Gui Agustini como Roberto da Costa / Sunspot / Mancha Solar: El nuevo recluta de los X-Men con la capacidad mutante de canalizar grandes concentraciones de energía solar.
- Catherine Disher como Valerie Cooper: Una doctora con sus propios planes.
- Lawrence Bayne como Carl Denti/X-Cutioner: Un oficial de alto rango de los Amigos de la Humanidad que tiene la intención de acechar y matar a cualquier mutante que dañe a otros humanos utilizando la tecnología Centinela.[12]
- Todd Haberkorn como:
  - Henry Peter Gyrich: Un oficial gubernamental anti-sobrehumanos e carente de moral ex asociado de la Agencia de control de mutantes con el departamento de estado de los Estados Unidos, quien casi logró asesinar a Xavier con una pistola sónica. Haberkon reemplaza a Barry Flatman de la serie original.
  - Ronan el Acusador, un alto rango del imperio Kree.
- Gavin Hammon como el Dr. Bolivar Trask: El creador del programa Centinela y de Molde Maestro. Hammond reemplaza a Brett Halsey de la serie original.
- Eric Bauza como los Centinelas y Master Mold / Molde Maestro: Máquinas de caza mutantes creadas por el Dr. Trask. Bauza reemplaza a su actor de doblaje original David Fox, quien murió en 2021.
- Christopher Britton como Nathaniel Essex / Mister Siniestro: Un científico genético de la época victoriana, Londres, que tiene una vendetta con Cyclops y Jean Grey. Britton retoma su papel de la serie original.
- Chris Potter como Nathan Summers / Cable: El hijo biológico de Cíclope y Madelyne Pryor, que fue enviado al futuro con Bishop para recibir atención médica cuando era un bebé debido a que fue infectado con un virus creado por Mister Siniestro. Potter reemplaza a Lawrence Bayne en la serie original.
- Courtenay Taylor como Calisto: El líder de los Morlocks. Taylor reemplaza a Susan Román de la serie original.
- Donna Jay Fulks como:
  - Trish Tilby: Una reportera de noticias.
  - Tommy: Una Morlock que se puede camuflar.
- David Errigo Jr. como:
  - Leech / Sanguijuela: Un joven Morlock que puede anular los poderes de otros mutantes. Errigo Jr. reemplaza a John Stocker de la serie original.
  - Mojo: Un ser interdimensional del Mojoverse que usa a los X-Men para aumentar su rating y poder. Errigo Jr. reemplaza a Peter Wildman de la serie original.
  - Sean Cassidy / Banshee: Un mutante irlandés con un grito sónico, prometido de Moira MacTaggert y miembro del concejo de Genosha. Errigo Jr. reemplaza a Phillip Williams de la serie original.
  - Gladiador: El jefe de la guardia imperial de Shi'ar.
- Gil Birmingham como Daniel Lone Eagle / Forja: Un mutante que se especializa en tecnología y es colega en común de Charles Xavier. Birmingham reemplaza a su actor de doblaje original Marc Strange, quien falleció en 2012.
- Theo James como Bastión:
 Un híbrido humano-máquina que planea una utopía humana donde se esclavizan mutantes cuyos padres fueron personajes de fondo en el episodio de la serie original "One Man's Worth". En el anuncio de su casting, no se reveló su personaje, pero como pista, fue denominado como un "favorito de los fanáticos".[5]

### Invitados
- Kimberly Woods como Shard Bishop: La hermana menor de Bishop que aparece en una alucinación.
- Abby Trott como Spiral / Espiral: La asistente personal de Mojo. Trott reemplaza a Cynthia Belliveau de la serie original.
- Alyson Court como Abcissa: Una versión adulta de Júbilo de un videojuego creado por Mojo. Court fue la voz de Júbilo en la serie original.
- Martha Marion como:
  - Emma Frost: Una mutante exmiembro del Hellfire Club y ahora parte del concejo de Genosha. Marion reemplaza a Tracey Moore de la serie original.[13]
  - Dr. Moira MacTaggert: Una genética de Escocia que es miembro del concejo de Genosha. Marion reemplaza a Lally Cadeau de la serie original.
- Travis Willingham como Sebastian Shaw: Un exmiembro del Hellfire Club que ahora es parte del concejo de Genosha. Willingham reemplaza a David Bryant de la serie original.
- Ron Rubin como el presidente Robert Edward Kelly: Un exsenador de los Estados Unidos que tenía puntos de vista antagónicos sobre los mutantes hasta que fue salvado por los X-Men antes de convertirse en presidente de los Estados Unidos en apoyo a todos los mutantes. Rubin reemplaza a su actor de doblaje original Len Carlson, quien falleció en 2006.[5]
- Morla Gorrondonna como Lilandra Neramani, la emperatriz del Imperio Shi'ar y esposa de Charles. Gorrondonna reemplaza a Camilla Scott de la serie original.
- Cari Kabinoff como Deathbird / Ave de Muerte, la hermana de Lilandra.
- Josh Keaton como Steve Rogers / Capitán América: El líder de los Vengadores, quien fue un veterano de la Segunda Guerra Mundial que fue mejorado por el suero del Súper Soldado, sobrepasando los límites del potencial humano antes de quedar congelado en animación suspendida y despertar en el presente. Keaton retoma su papel de What If...? (2021–presente). Lawrence Bayne interpretó al Capitán América en la serie original.
- Michael Patrick McGill como Thunderbolt Ross: Un oficial militar de alto rango de los Estados Unidos. McGill retoma su papel de What If...? (2021–presente).
- Isaac Robinson-Smith como T'Chaka / Pantera Negra, el rey de Wakanda. La aparición del personaje crea un aparente error de continuidad con la serie animada Fantastic Four (1994–1996) en la que muere.

Además, Anniwaa Buachie y Jeff Bennett han sido elegidos para papeles no revelados.
A lo largo de los episodios, Morfo asume la forma y poderes de los siguientes personajes: Warren Worthington III / Ángel, Frederick Dukes / Blob (La Mole), Yuriko Oyama / Lady Deathstrike (Dama Mortal), Piotr Rasputin / Coloso, Betsy Braddock / Psylocke (Mariposa Mental), Victor Creed / Sabretooth (Dientes de Sable), Illyana Rasputina / Magik / Darkchilde (Niña Oscura), Pietro Maximoff / Quicksilver (Mercurio), Cain Marco / Juggernaut, Bruce Banner / Hulk, Nathaniel Essex / Mister Siniestro, Jean Grey, Reed Richards / Mister Fantástico y Sauron.

## Episodios
| N.º | Título | Dirigido por        | Escrito por                    | Fecha de lanzamiento original |
| --- | --- | ------------------- | ------------------------------ | ----------------------------- |
| 1 | «To Me, My X-Men» «A mí, mis X-Men»                                                                                      | Jake Castorena      | Beau DeMayo                    | 20 de marzo de 2024           |
| Un año después del intento de asesinato de Henry Peter Gyrich contra el Profesor Charles Xavier llevó a Xavier a abandonar la Tierra con la raza alienígena Shi'ar y ser dado por muerto, Los X-Men continúan su misión de defender a los mutantes y a los humanos por igual. La supuesta muerte de Xavier ha llevado a que los X-Men sean sancionados legalmente por la Organización de las Naciones Unidas (ONU). Salvan a un joven mutante, Roberto da Costa, del grupo antimutante Friends of Humanity (FoH) que está usando tecnología Centinela. Para encontrar al creador de los Centinelas Bolivar Trask, los X-Men visitan a Gyrich en prisión y Jean Grey explora su mente usando la máquina Cerebro para amplificar sus habilidades psíquicas. Localiza a Trask en un depósito de chatarra en el Sáhara, pero también recibe una horrible premonición. Los X-Men destruyen los restos de varios Centinelas y una supercomputadora Molde Maestro en el depósito de chatarra y detienen a Trask. Cíclope y una Jean embarazada anuncian que dejarán a los X-Men para criar a su hijo en un lugar seguro. Son interrumpidos por su antiguo adversario Magneto, quien revela que Xavier le dio el control de los X-Men y la escuela de mutantes de Xavier en su último testamento.         | |                     |                                |                               |
| 2 | «Mutant Liberation Begins» «Comienza la liberación mutante»                                                              | Chase Conley        | Beau DeMayo                    | 20 de marzo de 2024           |
| Magneto comienza a salvar tanto a humanos como a mutantes y se abstiene de matar a militantes antimutantes. Un Cíclope desconfiado y Jean deciden quedarse con los X-Men mientras que Rogue simpatiza con las luchas de Magneto. Cuando las fuerzas de la ONU dirigidas por la Dra. Valerie Cooper intentan arrestar a Magneto por su pasado terrorista, él acepta entregarse y enfrentar un juicio para demostrar su valía. Durante su juicio en la sede de la ONU, la FoH organiza un ataque. Su líder, X-Cutioner, dispara a Magneto con una ráfaga de radiación debilitante; Tormenta recibe el golpe por él y pierde sus habilidades. Jean se pone de parto y Rogue se ve obligada a absorber los conocimientos de un obstetra cuando se niega a dar a luz al bebé de un mutante. Jean da a luz a un hijo al que ella y Cíclope llaman Nathan. Después de que Magneto detiene a X-Cutioner y detiene el asalto, es indultado y comienzan las discusiones para que la nación mutante Genosha se una a la ONU. Bestia le dice a Tormenta que la explosión la dejó sin poder de forma permanente, y ella deja el equipo para encontrar un nuevo significado a la vida. Mientras discuten su decisión, los X-Men se sorprenden por la repentina llegada de una mujer que parece idéntica a Jean. | |                     |                                |                               |
| 3 | «Fire Made Flesh» «El fuego hecho carne»                                                                                 | Emi Yonemura        | Beau DeMayo y Charley Feldman  | 27 de marzo de 2024           |
| Bestia determina que la doble de Jean es en realidad la verdadera Jean Grey. El villano Mister Siniestro contacta a la otra Jean, revelándole que es un clon que creó para obtener acceso a ella y al ADN de Cíclope. Siniestro toma el control de su mente y la convierte en la Reina Duende. Ella le entrega a Nathan a Siniestro y somete a los X-Men a visiones horribles basadas en sus propios miedos. Morfo, que anteriormente fue corrompido y controlado por Siniestro, lleva a los X-Men a uno de los laboratorios de Siniestro donde lo encuentran infectando a Nathan con un virus tecno-orgánico bajo la creencia de que hará que el niño sea invencible. La verdadera Jean se enfrenta telepáticamente a la Reina Duende y utiliza sus recuerdos compartidos para liberarla del control de Siniestro. El clon Jean y Cíclope salvan a Nathan, que queda gravemente enfermo, mientras Siniestro escapa. La clon Jean le entrega a Nathan al obispo, el aliado viajero en el tiempo de los X-Men, Bishop para que pueda intentar encontrar una cura para el virus en el futuro. Luego toma el nombre de Madelyne Pryor y deja el equipo. En otra parte, un mutante llamado Forge se presenta a Tormenta y afirma que puede restaurar sus poderes.                                     | |                     |                                |                               |
| 4 | «Motendo / Lifedeath – Part 1» «Motendo / Vida y muerte - Parte 1 / Motendo / Muerte viva - Parte 1»                     | Chase Conley        | Beau DeMayo y Charley Feldman  | 3 de abril de 2024            |
| Júbilo quiere celebrar su cumpleaños número 18 en la sala de juegos, pero Magneto se niega y le dice al equipo que se concentren en su entrenamiento. Roberto consuela a Júbilo, quien se sorprende al encontrar una nueva consola de videojuegos "Motendo" en su habitación. La pareja se ve inmersa en un videojuego basado en sus aventuras anteriores, creado por el amo de esclavos alienígena Mojo que se alimenta de la participación de la audiencia. Júbilo disfruta reviviendo sus misiones pasadas, pero Abscissa, una copia digital más antigua de ella misma de la versión beta del juego, la convence de que estaría viviendo una vida vacía. Abscissa ayuda a Júbilo y Roberto a derrotar a Mojo, y la pareja regresa al mundo real. Júbilo besa a Roberto. Forge lleva a Tormenta a su rancho donde ha creado una máquina que puede restaurar sus poderes, aunque aparentemente falla. Storm nota un extraño búho volando por el rancho. Cuando Forge admite que diseñó la tecnología en la que se basaban los collares inhibidores mutantes y la pistola de radiación de X-Cutioner, Tormenta se marcha enojada. El búho se revela como un demonio llamado Adversario. Trae a Tormenta de regreso al rancho y envenena a Forge.                                                  | |                     |                                |                               |
| 5 | «Remember It» «Que no se te olvide / Recuérdalo»                                                                         | Emi Yonemura        | Beau DeMayo                    | 10 de abril de 2024           |
| Incapaz de decir qué recuerdos le pertenecen a ella y cuáles pertenecen a Madelyne, Jean le revela su confusión emocional a Wolverine y lo besa. Él rechaza sus insinuaciones y le dice que hable con Cíclope, quien descubre que se ha estado comunicando telepáticamente con Madelyne. Magneto, Rogue y Gambito viajan a Genosha, donde el consejo de Genosha le pide a Magneto que lidere el país; él acepta con la condición de que Rogue vaya con él. Rogue le explica a Gambito que tuvo una relación secreta con Magneto cuando era más joven, ya que sus habilidades le permiten tocarlo sin lastimarlo, lo que no puede hacer con Gambito. En una gala que celebra la incorporación de Genosha a la ONU, Rogue besa a Magneto y se da cuenta de que cometió un error al elegirlo a él en lugar de a Gambito. Cable, que viaja en el tiempo, llega y Madelyne se da cuenta de que es un Nathan adulto. Cable es enviado de regreso al futuro antes de que pueda advertir a todos de lo que se avecina: un Molde Maestro mejorado y un ejército de Centinelas atacan a Genosha y matan a miles de mutantes. Gambito se sacrifica para destruir al Molde Maestro, dejando a Rogue con el corazón roto.                                                                                      | |                     |                                |                               |
| 6 | «Lifedeath – Part 2» «Vida y muerte - Parte 2 / Muerte viva - Parte 2»                                                   | Chase Conley        | Charley Feldman                | 17 de abril de 2024           |
| Durante una guerra entre los imperios Shi'ar y Kree, la emperatriz Shi'ar Lilandra Neramani anuncia su compromiso con Xavier, ahora curado. Negándose a aceptar que su hermana se case con un terrano, Ave de Muerte invoca el Rito de M'Dashaa y desafía a Xavier a purgar todos sus recuerdos de la Tierra para demostrar su lealtad a la Shi'ar. La negativa de Xavier a renunciar a sus recuerdos de los X-Men resulta en una batalla entre la Guardia Imperial Shi'ar y los partidarios de Deathbird hasta que Xavier lleva a todos al plano astral para educarlos sobre la convivencia. Cuando esta lección se ve interrumpida por una visión psíquica de la muerte de Gambito, Xavier decide regresar a la Tierra. En el rancho, Forge usa el libro de hechizos de su madre para expulsar al demonio y luego Tormenta lo ayuda a buscar un cactus raro que pueda curar el veneno. Tormenta encuentra el cactus en una cueva, pero el Adversario lo acorrala una vez más. Superando sus miedos, Tormenta recupera sus poderes y derrota al Adversario. Tormenta cura a Forge y luego se enteran del ataque a Genosha. En otra parte, Trask se enfrenta a Mister Siniestro, quien advierte que Genosha fue solo el comienzo.                                                                 | |                     |                                |                               |
| 7 | «Bright Eyes» «Ojos brillantes»                                                                                          | Emi-Emmet Yonumura  | Charley Feldman y JB Ballard   | 24 de abril de 2024           |
| Mientras los X-Men celebran el funeral de Gambit, Rogue, enojada, busca a Gyrich y Trask. Después de obtener información del General Thunderbolt Ross y del Capitán América, Rogue encuentra a Gyrich en México y absorbe sus recuerdos. Gyrich es asesinado esa misma noche. Mientras ayudan en los esfuerzos de recuperación en Genosha, los X-Men son contactados por un Trask aterrorizado que les dice que está en Madripoor. Encuentran a Rogue en el camino. Roberto y Jubilee visitan a la madre de Roberto y le dicen que es un mutante; ella le pide que mantenga su identidad en secreto. En Madripoor, los X-Men descubren que Sinister y la división secreta "OZT" de la ONU han estado desarrollando un programa Sentinel muy avanzado. Rogue deja caer a Trask hasta su muerte, activando sin saberlo una programación que lo convierte en un híbrido humano-Sentinel. Cable llega, derrota a Trask con un EMP y explica que Siniestro está trabajando con una amenaza mayor que deben detener. Esta amenaza es Bastión, quien asesinó a Gyrich. Le revela a Siniestro que Xavier está vivo en el espacio y que Magneto, presuntamente muerto en el ataque de Genosha, también está vivo y es prisionero de Bastión.                                                               | |                     |                                |                               |
| 8 | «Tolerance Is Extinction - Part 1» «La tolerancia es igual a extinción - Parte 1 / La tolerancia es extinción - Parte 1» | Chase Conley        | Beau DeMayo y Anthony Sellitti | 1 de mayo de 2024             |
| La ONU revela al mundo que Xavier está vivo, lo que incita a una protesta antimutante frente a la escuela. Cable explica a los X-Men que la masacre de Genosha es un "punto absoluto" en el tiempo que no se puede cambiar, y Bastión lo usará para iniciar una guerra de 300 años que conducirá a la esclavización de mutantes en una utopía humana. Cíclope, Jean y Cable viajan a Harmony, Pensilvania, donde descubren que Bastión es un híbrido humano-máquina que fue concebido después de que su padre fuera infectado con parte del avanzado Centinela que viaja en el tiempo Nimrod. Los miembros de "Operación: Tolerancia Cero" (OZT) expresan preocupación por la masacre y le piden a la Dr. Cooper que vigile a Bastión, quien le explica cómo está convirtiendo a los humanos en Centinelas Prime como Trask usando el virus tecno-orgánico de Siniestro. Los Centinelas Prime se activan en todo el mundo, atacan a los mutantes, capturan a Júbilo y Roberto e incendian la escuela de Xavier. Cooper, horrorizada, libera a Magneto, quien crea un EMP mundial que apaga a todos los Centinelas Prime. Wolverine teme que Magneto haya declarado la guerra cuando Xavier regresa y convoca a los X-Men.                                                                         | |                     |                                |                               |
| 9 | «Tolerance Is Extinction - Part 2» «La tolerancia es igual a extinción - Parte 2 / La tolerancia es extinción - Parte 2» | Emi-Emmett Yonemura | Anthony Sellitti               | 8 de mayo de 2024             |
| Xavier siente cierta desconfianza, pero los X-Men se concentran en detener a Bastión y convencer a Magneto de revertir su apagón. Magneto restablece su refugio mutante en el asteroide M, optando por dejar la Tierra sin energía y rechazando el sueño de Xavier de la coexistencia mutante/humana. El invita a los X-Men a unirse a él, lo que hacen Rogue y Roberto. El resto de los X-Men regresan a su antigua base en la isla Muir para reagruparse, antes de dividirse en dos equipos: el Equipo Azul de Cíclope va al Asteroide M para enfrentarse a Magneto, mientras que el Equipo Dorado de Tormenta y Jean se dirige al escondite de Bastion en las islas Galápagos con un collar que puede bloquear la tecnopatía de Bastión, cortando su control sobre los Centinelas. El Equipo Dorado lucha contra Siniestro y un ejército de Centinelas que Bastion está impulsando él mismo. Siniestro toma el control de la mente de Cable y lo usa para dominar a Jean, quien envía un mensaje psíquico desesperado a Cíclope. En el asteroide M, Xavier intenta tomar el control de la mente de Magneto, pero Cíclope lo detiene. Wolverine apuñala y hiere gravemente a Magneto, quien comienza a arrancar el metal adamantium del esqueleto de Wolverine.                                 | |                     |                                |                               |
| 10 | «Tolerance Is Extinction - Part 3» «La tolerancia es igual a extinción - Parte 3 / La tolerancia es extinción - Parte 3» | Chase Conley        | Beau DeMayo y Anthony Sellitti | 15 de mayo de 2024            |
| Con Wolverine gravemente herido, Xavier toma el control de Magneto y restaura la energía a la Tierra, fracturando la mente de Magneto. Jean, conectándose con el poder cósmico del Fénix, coloca el collar en Bastión, restaurando la humanidad de los Centinelas Prime y revierte los aumentos mutantes de Siniestro, lo que libera a Cable. Los X-Men luchan para evitar que Bastión estrelle el asteroide M contra la Tierra y provoque una nueva extinción masiva, pero aun así cae en picado después de que el gobierno de los EE. UU. lanzamisiles al asteroide con la esperanza de destruirlo. Con la ayuda de Xavier, Magneto recupera la conciencia y envía el asteroide al espacio. Explota y se presume que la mayoría de los X-Men están muertos. Seis meses después, Bishop llega y le dice a Forge que los X-Men están atrapados en el tiempo: Cíclope y Jean están en el año 3960 d. C., un futuro desolado donde se encuentran con la Madre Askani y un joven Nathan; y Pícara, Nightcrawler, Bestia, Xavier y Magneto están en el Antiguo Egipto en el año 3000 a. C. donde conocen a En Sabah Nur, una versión joven de Apocalipsis. En una escena a mitad de los créditos, en el presente, Apocalipsis visita Genosha y saca una de las cartas de Gambito de los restos.       | |                     |                                |                               |

## Producción

### Desarrollo
Larry Houston, productor y director de la serie animada X-Men: The Animated Series (1992-1997), dijo en junio de 2019 que él y el equipo creativo estaban discutiendo una reactivación de la serie con Disney. Querían continuar la historia desde donde terminó la serie original. Marvel Studios, filial de Disney, estaba desarrollando su primera serie animada, What If...?, y los ejecutivos comenzaron a discutir cuál podría ser su próximo proyecto animado. La primera idea considerada fue un resurgimiento de X-Men: La serie animada.Brad Winderbaum, director de streaming, televisión y animación de Marvel Studios, dijo que varios cineastas que se habían reunido con Marvel Studios en el pasado habían citado esa serie como piedra de toque. A finales de 2020, se le acercó a Beau DeMayo para que presentara una propuesta para el resurgimiento después de trabajar como escritor para la miniserie de acción en vivo de Disney+ de Marvel Studios, Moon Knight (2022). En junio de 2021, Marvel Studios Animation estaba desarrollando una lista de al menos tres series además de What If...? que, en agosto de 2021, se encontraban en varias etapas de desarrollo y no se esperaba que se lanzaran hasta 2023.
X-Men '97, una reposición y continuación de X-Men: The Animated Series, se anunció en noviembre de 2021. Dana Vasquez-Eberhardt, vicepresidenta de animación de Marvel Studios, dijo que muchas de las personas involucradas con el resurgimiento eran fanáticos de la serie de los noventa y "sabían exactamente" cual debería ser la continuación. DeMayo fue anunciado como escritor principal y productor ejecutivo, con Jake Castorena como director supervisor y Charley Feldman como productor supervisor. Houston y los showrunners de la serie original, Eric y Julia Lewald, estaban consultando sobre el resurgimiento, ayudando con "cualquier señal de alerta" que pudiera surgir, al mismo tiempo que sugerían ideas de cosas que les gustaría ver.Chase Conley y Emi Yonemura también dirigieron episodios de la serie. Winderbaum, Kevin Feige, Louis D'Esposito y Victoria Alonso de Marvel Studios también son productores ejecutivos de la serie.
La serie es el primer proyecto de X-Men de Marvel Studios desde que recuperaron los derechos cinematográficos y televisivos de los personajes de 20th Century Fox, lo que, según DeMayo, añadió presión a la serie debido a la gran base de aficionados existente para los personajes y la original serie animada.
Eric y Julia Lewald creían que la aceleración de Disney y Marvel Studios en el resurgimiento se atribuía al éxito de la serie original transmitida en Disney+ y al libro de arte X-Men: The Art and Making of The Animated Series (2020).Inicialmente se creía que X-Men '97 no estaba ambientado dentro del universo compartido de Marvel Studios, el Universo Cinematográfico de Marvel (MCU), ya que continúa las historias de la serie original, pero DeMayo dijo que la serie aclararía su relación con el MCU. Durante el panel de Marvel Studios Animation en la Comic-Con de San Diego de 2022, X-Men '97 y los otros proyectos discutidos se presentaron como parte del "Marvel Animated Multiverse". El trabajo en una segunda temporada había comenzado en julio de 2022, y la redacción del final de la segunda temporada comenzó en julio de 2023.
DeMayo había completado su trabajo de escritura en la segunda temporada y comenzó a discutir ideas para una posible tercera temporada para marzo de 2024, cuando Marvel Studios lo despidió antes del estreno de la serie. No participó en ninguna promoción adicional de la serie y se perdió su estreno en la alfombra roja, lo que, según The Hollywood Reporter, era inusual para alguien que trabaja en un proyecto de Marvel Studios, "incluso si han sido apartados" o reemplazados por otros creativos. Se informó que era difícil trabajar con DeMayo y, según se informa, los ejecutivos de Disney no recibieron bien su actividad utilizando una cuenta de Onlyfans no explícita. Winderbaum describió el despido de DeMayo como una separación del estudio que no se esperaba que afectara negativamente el trabajo en la tercera temporada, que había entrado en desarrollo a finales de mes y seguía en camino de cumplir con su cronograma de producción. En ese momento, el estudio estaba buscando el reemplazo de DeMayo.

### Escritura
Eric Lewald describió la serie como una extensión de la serie original que el equipo de Marvel Studios había hecho suya. DeMayo y los escritores trataron de honrar la seriedad y la "sinceridad emocional" que existía en la serie original, que DeMayo creía que trataba sobre "la relación de esta familia encontrada, y cómo se preocupaban unos por otros y tenían desacuerdos". X-Men '97 también refleja la sociedad contemporánea, de manera similar a cómo la serie original reflexionó sobre la sociedad en la década de 1990.La serie explora si el sueño de Xavier de coexistencia mutante/humana es relevante en la era moderna,y se centra específicamente en la importancia de la empatía. DeMayo presentó la serie como un homenaje al original y al mismo tiempo lo llevaba al mundo moderno, y Winderbaum dijo que exploraría un cambio emocional al comienzo del nuevo milenio. DeMayo describió la serie como una telenovela, lo que fue una idea convincente para Winderbaum y los demás ejecutivos.Eric y Julia Lewald dijeron que había un "arco narrativo de diez premisas" escrito para la primera temporada, que Julia llamó su biblia.
X-Men '97 sigue a un equipo de X-Men similar de la serie de los 90 con el "ADN del programa original". Ve al equipo reunirse después de un "evento impactante", y explora cómo éste los cambia, mientras explora la pérdida del Profesor X durante el final de la serie original y otros misterios que la serie original dejó sin explicar. Rogue, Beast, Gambit, Jean Grey, Wolverine, Storm, Jubilee y Cyclops regresan como el equipo principal, ahora liderado por su antiguo enemigo Magneto. Bishop se une al equipo y Morph se reincorpora. Nathaniel Essex / Mister Sinister actúa como el principal antagonista de la primera temporada,junto con los Sentinels. La serie ve a los X-Men cuestionando su futuro después de un aumento de la simpatía hacia los mutantes después del atentado contra la vida de Xavier, con Cyclops y Storm queriendo continuar con el sueño de Xavier y otros como Jean Grey queriendo crear nuevas vidas para ellos mismos, mientras Magneto se siente conmovido por la creciente simpatía por los mutantes y quiere seguir los pasos de Xavier como líder del equipo.Rogue fue uno de los personajes que "surgió" inesperadamente mientras los creativos trabajaban en la primera temporada.
La serie conserva parte de la estética y la campanidad de la serie original de la década de 1990 en su escritura, como Storm anunciando sus ataques y Rogue tiene "la metáfora almibarada". Sin embargo, a DeMayo le resultó difícil escribir las metáforas y analogías sureñas de Rogue en su diálogo, así como encontrar el tono para Jubilee, que pretende representar a la audiencia más joven, dado que la forma en que actúan los jóvenes ha cambiado desde la década de 1990. DeMayo se conectó con Beast y los términos científicos que dice de su trabajo en la serie Star Trek: Strange New Worlds.

### Animación
La animación estuvo a cargo de Studio Mir.El estilo de animación de la serie se actualizó con respecto a la serie original para utilizar tecnología moderna más sofisticada, y diseños "ligeramente modernizados". El equipo de X-Men está una vez más con sus "trajes clásicos heredados", que DeMayo explicó que pretendía ser un guiño al fallido piloto de animación de 1989 X-Men: Pryde of the X-Men y al mismo tiempo lanzar al equipo a "volver a una época en la que piensan: ¿Qué parte de esto quiero conservar? ¿Era realmente más simple en aquel entonces o simplemente éramos más ingenuos?". Para mostrar emoción con Cyclops, cuyos ojos y cejas están cubiertos por su visor, los animadores ajustaron cómo aparecían los destellos y reflejos en su visor. Castorena añadió que los poderes de otros mutantes también se utilizaban de formas únicas para transmitir sus emociones. El trabajo en las animaciones había comenzado en noviembre de 2021, y la animación completa comenzó en abril de 2023.La primera temporada estaba en postproducción en julio.

### Música
El compositor de la serie original, Ron Wasserman (Que también había creado los temas de Power Rangers), tenía previsto reunirse con Marvel y el equipo sobre su participación en el resurgimiento a principios de 2022, pero se anunció que John Andrew Grush y Taylor Newton Stewart, conocidos profesionalmente como The Newton Brothers, serían los compositores de X-Men '97 en julio. El tema principal es similar al de la serie original, pero se le atribuye a Haim Saban y Shuki Levy (Creadores de Power Rangers), los ejecutivos musicales de X-Men: The Animated Series, en lugar de a Wasserman. DeMayo lo describió como "ese sonido clásico de los 90 con un toque moderno". La versión X-Men '97 del tema, acreditada a Saban y Levy, se escuchó por primera vez en la película de MCU Doctor Strange in the Multiverse of Madness (2022) y luego en la serie Ms. Marvel (2022) cuando esos proyectos hacían referencia a mutantes. Eric Lewald creía que Marvel Studios pagó una gran cantidad por los derechos de uso del tema de  X-Men: La serie animada, que tenía sus derechos "por todas partes".
La versión X-Men '97 del tema principal fue lanzada por Marvel Music y Hollywood Records como sencillo digital el 20 de marzo de 2024. En abril de 2024, Stewart confirmó que él y Grush regresarían para la segunda temporada, pero dijo que todavía no habían comenzado a escribir música para ello.

## Lanzamiento
X-Men '97 se estrenó en Disney+ el 20 de marzo de 2024, con sus dos primeros episodios. El resto de la primera temporada de diez episodios se lanzó semanalmente hasta el 15 de mayo. El estreno mundial de la serie se llevó a cabo en Hollywood, Los Ángeles, el 13 de marzo de 2024, para los primeros tres episodios. Originalmente, el lanzamiento de la temporada estaba programado para finales de 2023.

## Recepción

### Audiencia
El 25 de marzo de 2024, Disney+ reveló que "To Me, My X-Men" tuvo 4 millones de visitas en todo el mundo dentro de sus primeros cinco días de lanzamiento. Este fue el segundo estreno de la primera temporada más visto de una serie animada en el servicio, detrás de la primera temporada de What If…? en 2021. Según el agregador de streaming JustWatch, X-Men '97 fue la quinta serie de televisión más vista en todas las plataformas en los Estados Unidos durante la semana del 18 al 24 de marzo de 2024.

### Respuesta crítica
El agregador de reseñas Rotten Tomatoes informó que los críticos llamaron a la serie "el mejor lanzamiento de Marvel en años", elogiando "su nostálgico estilo de animación 2D, escritura inteligente y secuencias de acción cautivadoras". El 98% de las 57 reseñas son positivas en el sitio web, y el consenso dice: "Logrando la extraordinaria hazaña de mantenerse fiel a su amado predecesor mientras traza un camino a seguir para la franquicia, X-Men '97 es simplemente excelente". Metacritic, que utiliza un promedio ponderado, asignó a la primera temporada una puntuación de 82 sobre 100 basada en 14 críticas, lo que indica "aclamación universal".
Hayden Mears de TVLine elogió el programa por combinar la sensación "vintage" con la modernidad de una "manera sencilla". Francis Agustín de la BBC creía que la serie se alejaba del Universo cinematográfico de Marvel, fuertemente interconectado.